# Lista siturilor arheologice din județul Sălaj - H
Lista siturilor arheologice din județul Sălaj - H conține toate siturile arheologice din județul Sălaj înscrise în Repertoriul Arheologic Național (RAN) și aflate în localități al căror nume începe cu litera H. RAN este administrat de Ministerul Culturii și Patrimoniului Național și cuprinde date științifice, cartografice, topografice, imagini și planuri, precum și orice alte informații privitoare la zonele cu potențial arheologic, studiate sau nu, încă existente sau dispărute.
Puteți căuta un sit din localitățile care încep cu litera H folosind formularul de mai jos sau puteți naviga prin toate siturile din județ la Lista siturilor arheologice din județul Sălaj.
| Cod RAN                                   | Denumire | Localitate                      | Adresă                           | Datare               | Descoperit | Coordonate                              | Imagine           | Erori            |
| ----------------------------------------- | --- | ------------------------------- | -------------------------------- | -------------------- | ---------- | --------------------------------------- | ----------------- | ---------------- |
| 141321.01.01                              | Situl arheologic de la Halmășd - "Biserică" / ansamblu anonim (Categorie: locuire civilă) (Tip: Așezare)                                   | sat Halmășd, comuna Halmășd     | Biserică                         | Starčevo - Criș      | 2000       |                                         | Încărcați imagine | Raportați eroare |
| 141321.01.02                              | Situl arheologic de la Halmășd - "Biserică" / ansamblu anonim (Categorie: locuire civilă) (Tip: Așezare)                                   | sat Halmășd, comuna Halmășd     | Biserică                         | sec.I a. Chr.        | 2000       |                                         | Încărcați imagine | Raportați eroare |
| 141321.01.02                              | Situl arheologic de la Halmășd - "Biserică" / complex anonim (Categorie: locuire civilă) (Tip: cuptor)                                     | sat Halmășd, comuna Halmășd     | Biserică                         | geto-dacică          | 2000       |                                         | Încărcați imagine | Raportați eroare |
| 141321.01.03                              | Situl arheologic de la Halmășd - "Biserică" / ansamblu anonim (Categorie: locuire civilă) (Tip: Așezare)                                   | sat Halmășd, comuna Halmășd     | Biserică                         | sec XVII- XVIII      | 2000       |                                         | Încărcați imagine | Raportați eroare |
| 141321.01.04                              | Situl arheologic de la Halmășd - "Biserică" / ansamblu anonim (Categorie: locuire civilă) (Tip: Locuire)                                   | sat Halmășd, comuna Halmășd     | Biserică                         |                      | 2000       |                                         | Încărcați imagine | Raportați eroare |
| 140645.01.01 (Cod LMI: SJ-I-s-B-04901)    | Așezarea din epoca bronzului de la Huseni - "Într-a grofului" / ansamblu anonim (Categorie: locuire civilă) (Tip: Așezare)                 | sat Huseni, comuna Crasna       | Într-a grofului                  | Cehăluț              |            |                                         | Încărcați imagine | Raportați eroare |
| 140413.01.01 (Cod LMI: SJ-I-m-B-04902.01) | Turnul roman de la Huta / ansamblu anonim (Categorie: fortificație) (Tip: Turn)                                                            | sat Huta, comuna Buciumi        |                                  | romană sec. II - III |            |                                         | Încărcați imagine | Raportați eroare |
| 140413.02.01 (Cod LMI: SJ-I-m-B-04902.02) | Turnul roman de la Huta - "Salhiger" / ansamblu anonim (Categorie: construcție) (Tip: Turn)                                                | sat Huta, comuna Buciumi        | Salhiger                         | romană sec. II - III |            |                                         | Încărcați imagine | Raportați eroare |
| 140413.03.01 (Cod LMI: SJ-I-m-B-04902.03) | Turnul roman de la Huta -"Dealu Mare" / ansamblu anonim (Categorie: fortificație) (Tip: Turn)                                              | sat Huta, comuna Buciumi        | Dealu Mare                       | romană sec. II - III |            |                                         | Încărcați imagine | Raportați eroare |
| 140413.04.01 (Cod LMI: SJ-I-m-B-04902.04) | Turnul roman de la Huta - "Arsură" / ansamblu anonim (Categorie: fortificație) (Tip: Turn)                                                 | sat Huta, comuna Buciumi        | Arsură                           | romană sec. II - III |            |                                         | Încărcați imagine | Raportați eroare |
| 141385.01.01                              | Situl arheologic de la Hereclean - "Dâmbul Iazului" / ansamblu anonim (Categorie: locuire) (Tip: Așezare)                                  | sat Hereclean, comuna Hereclean | extravilan, punct Dâmbul Iazului | Przeworsk            | 1999       | 47°14′00″N 23°00′00″E / 47.23333°N 23°E | Încărcați imagine | Raportați eroare |
| 141385.01.02                              | Situl arheologic de la Hereclean - "Dâmbul Iazului" / ansamblu anonim (Categorie: locuire) (Tip: Necropolă de incinerație)                 | sat Hereclean, comuna Hereclean | extravilan, punct Dâmbul Iazului |                      | 1999       | 47°14′00″N 23°00′00″E / 47.23333°N 23°E | Încărcați imagine | Raportați eroare |
| 141385.01.03                              | Situl arheologic de la Hereclean - "Dâmbul Iazului" / ansamblu anonim (Categorie: locuire) (Tip: Așezare)                                  | sat Hereclean, comuna Hereclean | extravilan, punct Dâmbul Iazului | Tiszapolgár          | 1999       | 47°14′00″N 23°00′00″E / 47.23333°N 23°E | Încărcați imagine | Raportați eroare |
| 141385.01.04                              | Situl arheologic de la Hereclean - "Dâmbul Iazului" / ansamblu anonim (Categorie: locuire) (Tip: Așezare)                                  | sat Hereclean, comuna Hereclean | extravilan, punct Dâmbul Iazului | Coțofeni             | 1999       | 47°14′00″N 23°00′00″E / 47.23333°N 23°E | Încărcați imagine | Raportați eroare |
| 141385.01.05                              | Situl arheologic de la Hereclean - "Dâmbul Iazului" / ansamblu anonim (Categorie: locuire) (Tip: Așezare)                                  | sat Hereclean, comuna Hereclean | extravilan, punct Dâmbul Iazului |                      | 1999       | 47°14′00″N 23°00′00″E / 47.23333°N 23°E | Încărcați imagine | Raportați eroare |
| 141385.02.01                              | Situl arheologic de la Hereclean - "La Toduț" / ansamblu anonim (Categorie: locuire civilă) (Tip: Așezare)                                 | sat Hereclean, comuna Hereclean | extravilan, punct La Toduț       |                      | 2004       | 47°14′00″N 23°00′00″E / 47.23333°N 23°E | Încărcați imagine | Raportați eroare |
| 141385.02.02                              | Situl arheologic de la Hereclean - "La Toduț" / ansamblu anonim (Categorie: locuire civilă) (Tip: Așezare)                                 | sat Hereclean, comuna Hereclean | extravilan, punct La Toduț       |                      | 2004       | 47°14′00″N 23°00′00″E / 47.23333°N 23°E | Încărcați imagine | Raportați eroare |
| 141385.02.03                              | Situl arheologic de la Hereclean - "La Toduț" / ansamblu anonim (Categorie: locuire civilă) (Tip: Așezare)                                 | sat Hereclean, comuna Hereclean | extravilan, punct La Toduț       |                      | 2004       | 47°14′00″N 23°00′00″E / 47.23333°N 23°E | Încărcați imagine | Raportați eroare |
| 141385.02.04                              | Situl arheologic de la Hereclean - "La Toduț" / ansamblu anonim (Categorie: locuire civilă) (Tip: val de apărare)                          | sat Hereclean, comuna Hereclean | extravilan, punct La Toduț       |                      | 2004       | 47°14′00″N 23°00′00″E / 47.23333°N 23°E | Încărcați imagine | Raportați eroare |
| 141385.02.05                              | Situl arheologic de la Hereclean - "La Toduț" / ansamblu anonim (Categorie: locuire civilă) (Tip: Așezare)                                 | sat Hereclean, comuna Hereclean | extravilan, punct La Toduț       | Przeworsk sec. II    | 2004       | 47°14′00″N 23°00′00″E / 47.23333°N 23°E | Încărcați imagine | Raportați eroare |
| 140413.05.01 (Cod LMI: SJ-I-m-B-04902.05) | Turnul roman de la Huta - "Coama pietrar" / ansamblu anonim (Categorie: fortificație) (Tip: Turn)                                          | sat Huta, comuna Buciumi        | Coama pietrar                    | romană sec. II - III |            |                                         | Încărcați imagine | Raportați eroare |
| 141321.02.01                              | Așezarea din epoca bronzului de la Halmășd - Dâmbul Popii / ansamblu anonim (Categorie: locuire) (Tip: așezare)                            | sat Halmășd, comuna Halmășd     | Dâmbul Popii                     | Wietenberg           |            |                                         | Încărcați imagine | Raportați eroare |
| 141321.03.01                              | Așezarea romană de la Halmășd - Valea Josanilor / ansamblu anonim (Categorie: locuire) (Tip: așezare)                                      | sat Halmășd, comuna Halmășd     | Valea Josanilor                  |                      |            |                                         | Încărcați imagine | Raportați eroare |
| 141321.04.01                              | Așezarea romană de la Halmășd - Tăul cucului / ansamblu anonim (Categorie: locuire) (Tip: așezare)                                         | sat Halmășd, comuna Halmășd     | Tăul cucului                     |                      |            |                                         | Încărcați imagine | Raportați eroare |
| 141321.05.01                              | Fortificația medievală de la Halmășd - La Zamca.Castrul Halmăsd ? / ansamblu anonim (Categorie: construcție defensivă) (Tip: fortificație) | sat Halmășd, comuna Halmășd     | La Zamca.Castrul Halmăsd ?       |                      |            |                                         | Încărcați imagine | Raportați eroare |
| 141385.03.01                              | Așezarea Tiszapolgar de la Hereclean / ansamblu anonim (Categorie: locuire) (Tip: așezare)                                                 | sat Hereclean, comuna Hereclean |                                  | Tiszapolgar          |            |                                         | Încărcați imagine | Raportați eroare |